# Abergement-lès-Thésy
 Abergement-lès-Thésy  es una población y comuna francesa, en la Región de Borgoña-Franco Condado, departamento de Jura, en el distrito de Lons-le-Saunier y cantón de Arbois.

## Demografía
| Gráfica de evolución demográfica de Abergement-lès-Thésy entre 2006 y 2018 |
|                                                                            |

Fuentes: INSEE.